# كيستراند
كيستراند هي قرية في بلدية بورشانغر في مقاطعة ترومس أوغ فينمارك النرويجية.

## الموقع
تقع قرية كيستراند على الجانب الشرقي من شبه جزيرة بورسانغر، على طول الشاطئ الغربي من بورسانغرفيوردن. تقع القرية على طول الطريق الأوروبي E06، على بعد حوالي 10 كيلومتر (6.2 ميل) جنوب شرق قرية أولدرفورد.